# 波夫拉杜拉德佩莱奥加尔西亚
波夫拉杜拉德佩莱奥加尔西亚，是西班牙卡斯蒂利亚-莱昂莱昂省的一个市镇。 总面积20平方公里，总人口542人（001年），人口密度27人/平方公里。